# Bahamo
Bahamo è una città della Repubblica Centrafricana, nella prefettura di Ouaka.